# Vicke Lindstrand

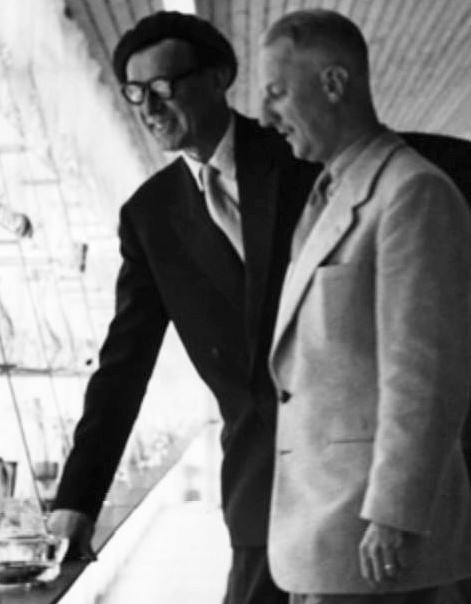
Vicke Lindstrand och Bruno Mathsson i Kostas utställningshall 1954.

Viktor (Vicke) Emanuel Lindstrand, född 27 november 1904 i Göteborg, död 7 maj 1983 i Kosta, var en svensk glaskonstnär, formgivare och konstnär.
Vicke Lindstand blev mest känd för sina glasarbeten men var även textilkonstnär, illustratör, målare, skulptör och keramiker. Han var knuten till Orrefors glasbruk 1928–1940, till Kosta glasbruk 1950–1973 och till Studioglashyttan i Åhus 1977–1983. Åren 1942–1950 var han konstnärlig ledare för Upsala-Ekeby AB med dotterföretagen Karlskrona Porslinsfabrik och Gefle Porslinsfabrik.

## Utbildning
Vicke Lindstrand utbildade sig ursprungligen till bokbindare men tog 1918–1919 kvälls- och dagkurser i reklamteckning vid Slöjdföreningens skola i Göteborg. Åren 1920–1928 arbetade han som reklam- och skyltmålare samt kombinerade detta med att göra karikatyrteckningar för bland andra Göteborgs-Posten. Han studerade också måleri.

### Orrefors
År 1928 mötte Vicke Lindstrand Simon Gate och anställdes därefter vid Orrefors glasbruk. Där samarbetade han till en början med Gate och Edward Hald, senare även med bland andra textilkonstnären Elsa Gullberg. Han deltog under 1930-talet vid en mängd utställningar, bland andra Stockholmsutställningen 1930 och världsutställningen New York World's Fair 1939 i New York, där den första av Lindstrands monumentalskulpturer uppfördes. Under samma tid arbetade han också med fönsterglas. Lindstrand arbetade även med glasfönstren i Göteborgs konserthus samt Trefaldighetskyrkan i Gävle. År 1937 gjorde Vicke Lindstrand mönstret till fönstret Tekniken och Framtiden som visades på Parisutställningen 1937.
Vicke Lindstrand experimenterade 1933 med formblåst glas som tillverkades på Orrefors. År 1936 prövade även Alvar Aalto samma böljande formspråk i glas och utformade 1937 den berömda Savoy-vasen som blev en massartikel. Vicke Lindstrands glasserie, som var först, nådde av flera orsaker aldrig samma framgång. Lindstrand utvecklade på Orrefors flera nya tekniker, bland andra en ny variant av Graal-tekniken som han kallade Mykene och en annan teknik som fick namnet Ariel. Namnet Ariel låg nära till hands då Lindstrands dåvarande hustru hade medverkat som luftanden med detta namn i Shakespeares pjäs Stormen. Vicke Lindstrand och Edvin Öhrström var de första konstnärer som arbetade med Ariel-tekniken.

### Senare verksamhet
År 1940 lämnade Vicke Lindstrand Orrefors och 1942 anställdes han som konstnärlig ledare vid Upsala-Ekeby. År 1950 anställdes han som konstnärlig ledare på Kosta glasbruk, där han också ingick i brukets styrelse. År 1953 visades verk av Lindstrand på Illums Bolighus i Köpenhamn och 1955 på H55 i Helsingborg.
Under 1950-talet medverkade han vid utställningar på NK i Stockholm och Triennalen i Milano. Under 1960-talet ställdes verk av Vicke Lindstrand ut på Nordiska museet samt vid utställningar i New York och Hamburg.
År 1973 slutade Vicke Lindstrand vid Kosta glasbruk, men bodde kvar och samarbetade från 1977 med Hanne Dreutler och Arthur Zirnsack som då startade Studioglashyttan i Åhus. Lindstrand är representerad vid bland annat Nationalmuseum i Stockholm.

## Monumentalskulpturer

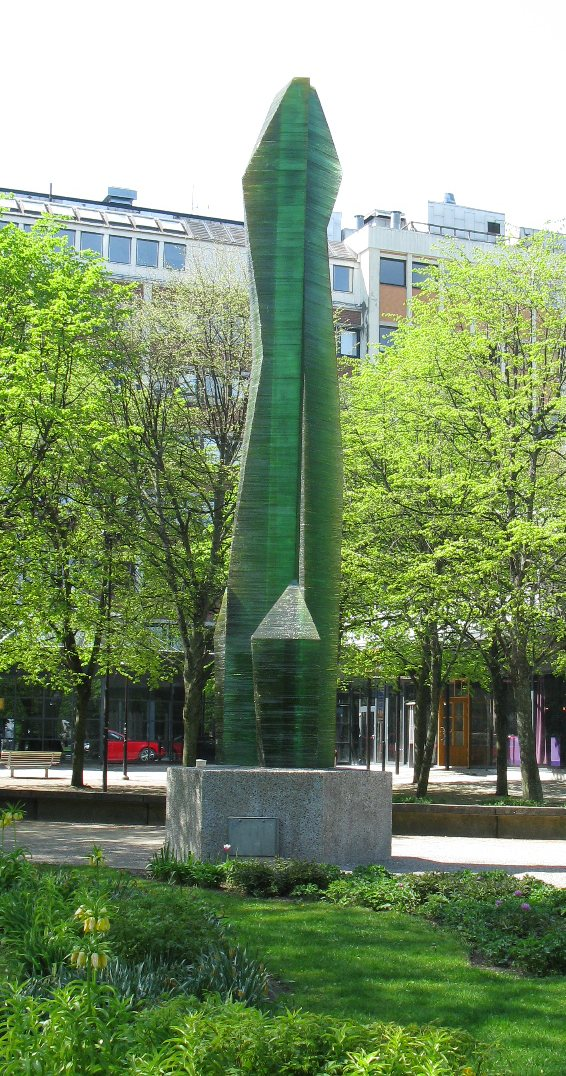
Prisma i Norrköping

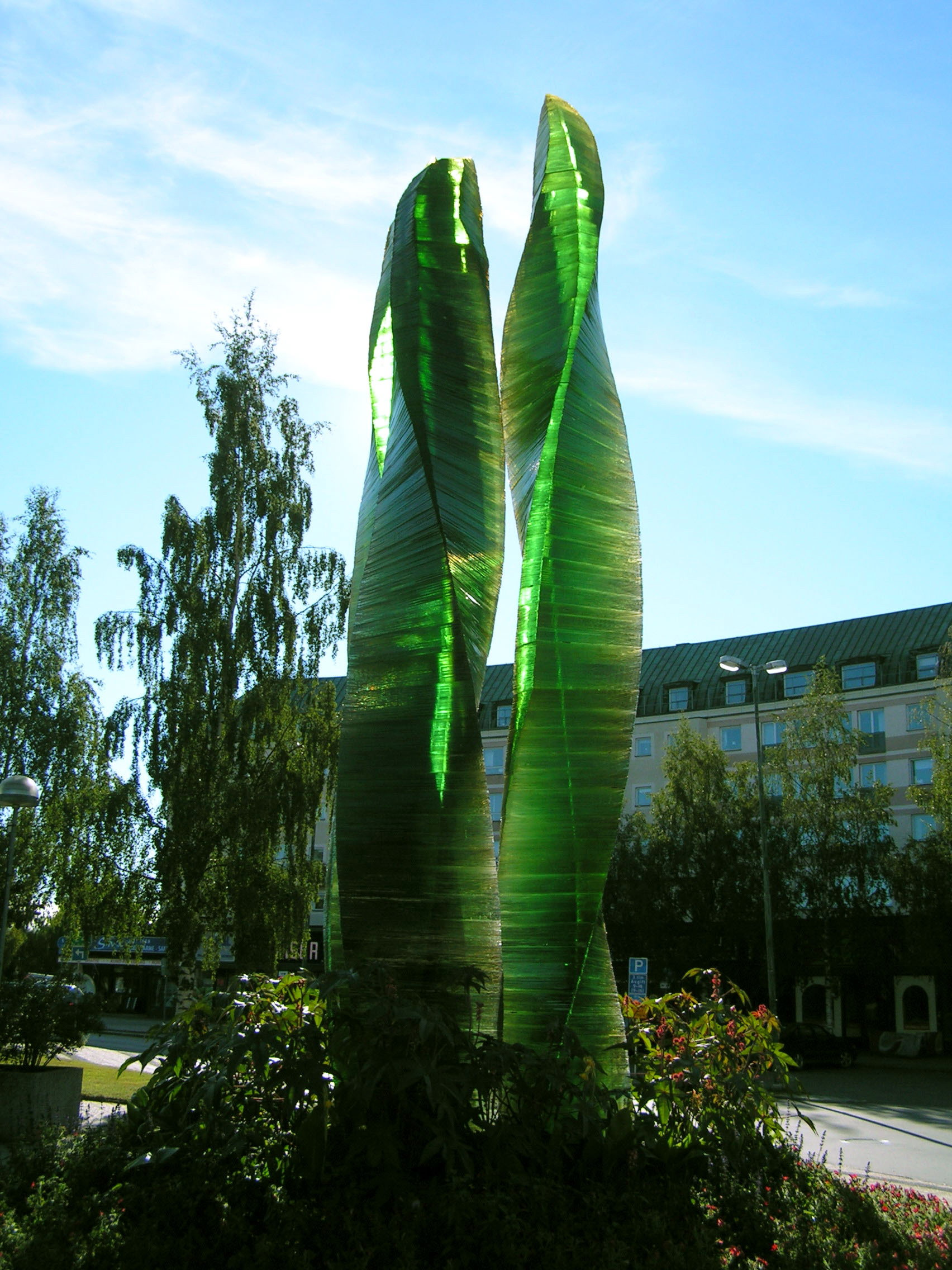
Grön eld i Umeå

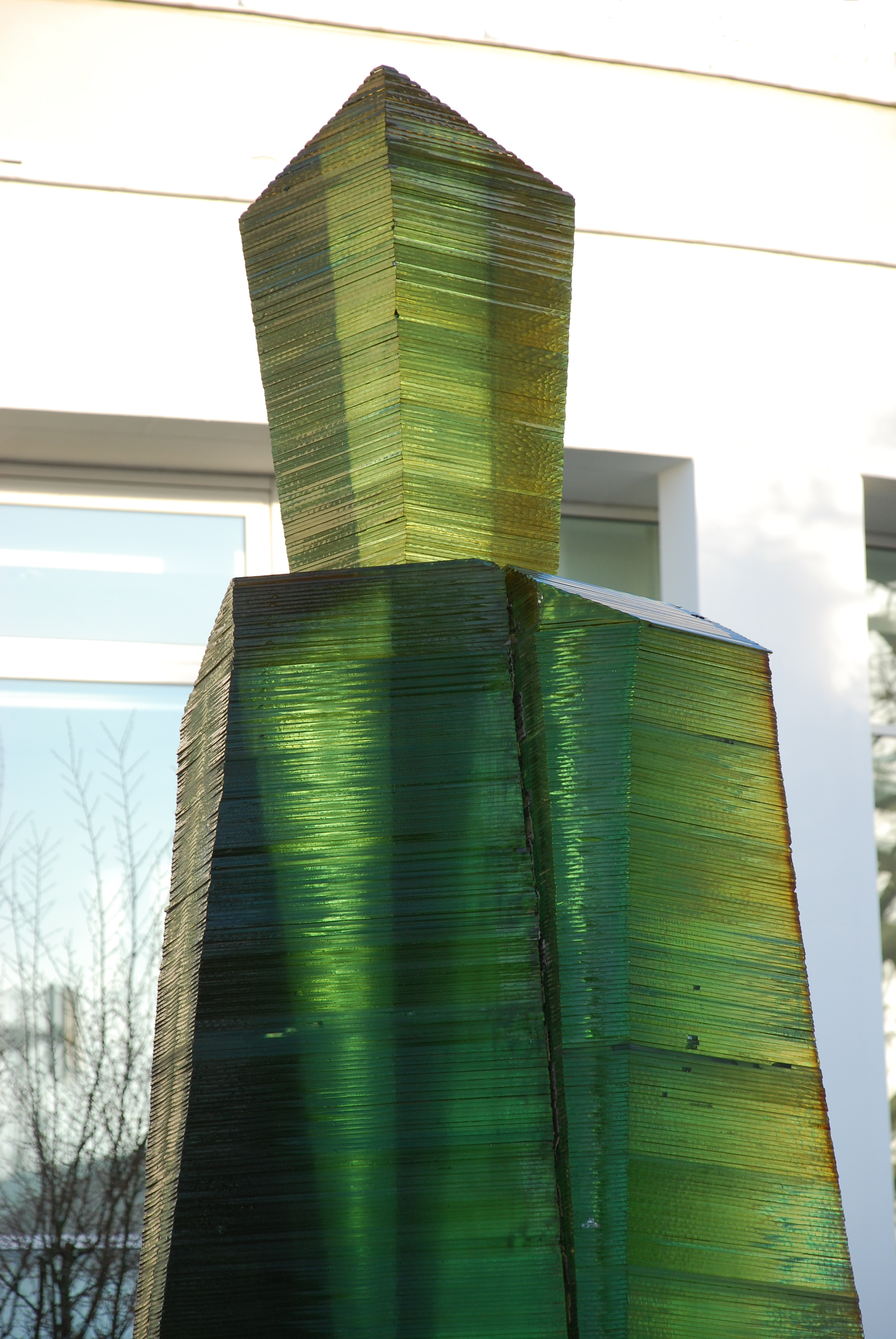
Legend i glas

De monumentala glasskulpturerna är uttryck för Vicke Lindstrands mångsidiga konstnärskap. Den första kom till redan under Orreforstiden - vattenfontänen av kristall på världsutställningen i New York 1939. Den sista var Legend i glas, som restes i Teaterparken mitt emot biblioteket i Växjö 1978.

### Monumental Fountain
Den 3 meter höga glasfontänen på Världsutställningen i New York 1939 väckte stor uppmärksamhet. Den var placerad i en 20 meter lång vattendamm på Sweden Square. Kraftigt strålkastarljus fick kristallmassan i fontänen att skimra. För att transportera delarna till skulpturen som vägde cirka 6 ton behövdes 35 stora packlårar som fyllde en hel järnvägsvagn.

### Ikaros Nadel
På initiativ av professor John H. Argyris (1913–2004) fick Vicke Lindstrand i uppdrag att göra skulpturen Ikaros Nadel. Den uppfördes 1964 utanför Argyris institution vid Technische Hochschule i Stuttgart. Ikaros-nålen är nio meter hög och väger omkring 24 ton. Det var den första i en serie om fyra skulpturer som Lindstrand konstruerade genom att limma ihop 8 millimeter tjocka glasskivor från Emmaboda Glasverk. Skivorna är lagda på varandra och limmade med ett specialkomponerat lim för att klara glasets förändringar under kyla och värme. Genom att limmet har samma utvidgnings- och ljusbrytningsegenskaper som glaset, syns inte skarvarna i skulpturen. Enligt Lindstrand var detta enda sättet att tillverka så stora skulpturer i glas eftersom det – åtminstone med den tidens teknik – inte var möjligt att kyla så stora hela glasbitar att spänningar i glaset kunde undvikas. De största av de mer än 1 000 glasskivorna i denna skulptur är 160 cm i diameter, vikten omkring 50 kg. Ingen skiva är exakt lik någon annan, varför det gjordes en mall för varje skiva, alla tillverkade i Emmaboda.
Uppförandet av skulpturen föregicks av intensiv försöksverksamhet, där material och form provades i datorer och kördes i vindtunnlar under olika temperaturförhållanden. Även reflexegenskaperna studerades och ledde till att två stora tomrum skapades inne i skulpturen för att ge bättre ljusbrytning. Konstnären ledde själv monteringsarbetet och hade hjälp av tio man. Det utfördes hösten 1964 i ett tält där man sökte hålla en konstant temperatur av 20 grader. De tunga lyften gjordes med hjälp av travers. Arbetet blev färdigt lagom så att skulpturen kunde invigas på konstnärens 60-årsdag den 27 november 1964.
Initiativtagaren var en flitig samlare av Lindstrands konstglas men också en av de ledande forskare som sysslade med optimering av mycket komplicerade konstruktioner, bland annat rymdfarkoster. Argyris, född i Grekland, gav skulpturen namn efter en person i den grekiska mytologin. Vid sin flykt från inspärrningen i labyrinten på Kreta flög Ikaros så nära solen att vaxet som fäste vingarna vid hans kropp smälte och han störtade i Egeiska havet. Det ser verkligen ut som en tanke att skulpturen, med en form som ger den en mjukt skruvande rörelse och liknar en projektil riktad mot rymden, placerades utanför den institution där initiativtagaren ägnade sig åt optimering av komplicerade konstruktioner som t.ex. rymdfarkoster.

### SkulpturenPrisma
Med en höjd på 11,5 meter var (och är fortfarande) skulpturen Prisma i Norrköping världens största glaskonstverk när den invigdes i september 1967 utanför Folkets hus i Norrköping. De inbyggda lamporna i skulpturen tändes då för första gången och spred ett ljusgrönt skimmer.
Den konstruktion som användes till ’’Prisma’’ hade tidigare utprovats i Stuttgart 1964. Konstverket är förankrat nedåt med en 27 meter lång betongpelare, av vilken man endast ser den del på en meter som fått bilda skulpturens synliga sockel. Sockeln ar täckt med sandsten.
Konstruktionen av glas med epoxylim har med tiden visat svagheten för solsken (UV-ljus), då limmet på sydsidan har gulnat 1–2 centimeter inåt. Detta har gjort skulpturen något mörkare. Dessutom har limmet helt förstörts där det är mest utsatt under de översta skivorna, och liknar honung i konsistens.

### SkulpturenGrön eld
Grön Eld i Umeå var vid tiden för uppförandet i september 1970 världens största glasskulptur. Höjden är nio meter och den består av tre vridna glaspelare som smalnar av upptill, uppbyggda av flera tusen glasskivor från Emmaboda Glasverk. Långa pålar slogs ner i marken och en tung betongsockel bär den 45 ton tunga skulpturen. Glasskivorna lagda på varandra är limmade med ett tvåkomponentslim för att klara glasets förändringar under kyla och värme. Ytan är ojämn och reflekterar det naturliga ljuset, men också det ljus som kommer från en ljuskälla inne i sockeln. Ljuset ger skulpturen liv, rörelse och föränderlighet och kan påminna om det ljus som norrskenet har.
Uppdraget att utföra skulpturen gavs av HSB-chefen Sven Wallander efter att denne sett Prisma i Norrköping. HSB:s konstfond betalade skulpturen och Umeå stad grundläggningen. Grön Eld har blivit en del av Umeås identitet. När skulpturen uppfördes, gjordes samtidigt Järnvägstorget om till trafikplats med rondell och fyrfilig genomfartsväg. Ansvarig för byggandet var Nils-Åke Holmgren och arbetet utfördes av personal från kommunens nybyggnadssektion under Lindstrands ledning.

### SkulpturenLegend i Glas

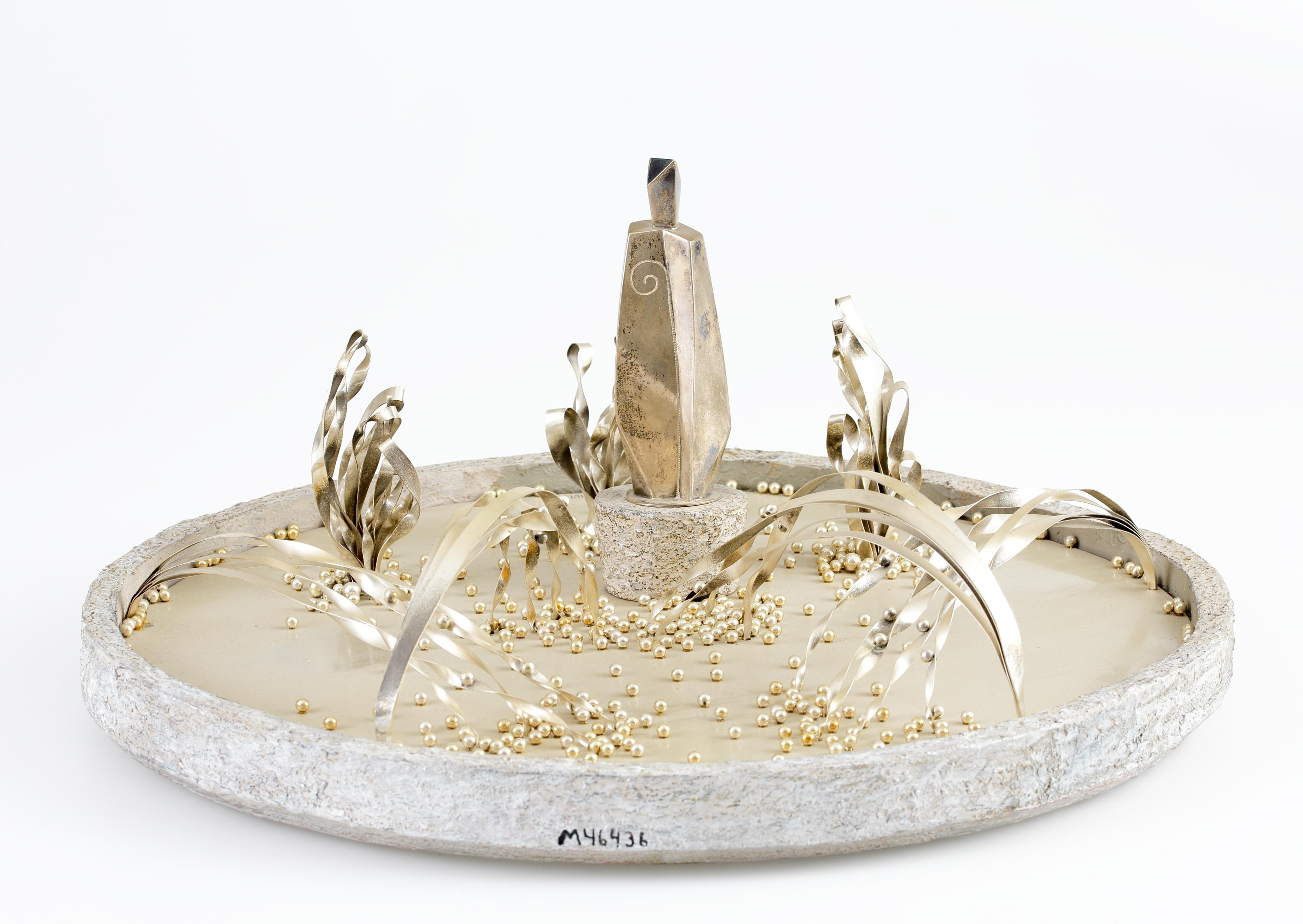
Modell i silver m.m. av Vicke Lindstrands skulpturgrupp Legend i glas, utförd av Hannelore Dreutler 1975

Legend i glas är den fjärde stora glasskulpturen gjord av glas från Emmaboda. Den avbildar Växjös eget skyddshelgon Sankt Sigfrid och är konstruerad på i princip samma sätt som de tidigare. Uppförandet föregicks av många års strider mellan politiska grupperingar i Växjö och i tidningarnas insändarspalter. Debatt om offentlig utsmyckning i Växjö hade pågått lång tid och hade främst gällt utsmyckningen av Stortorget. 1971 fick stadens kulturnämnd klartecken att av Lindstrand beställa förslag till utsmyckning av offentlig plats. Lindstrand hade då redan sina planer klara. Legendens Sankt Sigfrid och dennes systersöner Unaman, Sunaman och Vinaman skulle utgöra motivet. Inom kommunförvaltningen var man dock oense om platsen för en skulptur. Medan diskussionen pågick tog konstnären fram ett nytt förslag 1972, kallat Glasfolk, en 5 meter hög skulptur i form av en glasblåsare och en formhållare. Kulturnämnden förordade detta alternativ, men kommunstyrelsen ville inte gå på kulturnämndens linje och frågan blev vilande några år.
År 1975 tog Vicke Lindstrand initiativ till en modell av den första idén, kallad Legend i glas. Modellen utfördes i silver av konstnären Hanne Dreutler. Konstverket skulle i färdigt skick utgöras av en fem meter hög Sankt Sigfrid placerad i en rund bassäng med 15 meters diameter, omgärdad av en stenmur. I bassängen skulle Unaman, Sunaman och Vinaman framställas i form av tre vattenpelare. Vicke Lindstrand föreslog att konstverket skulle placeras på Stortorget. Hösten 1975 uttalade sig också kulturnämnden för denna placering. Efter långvariga strider fick kommunstyrelsen 1976 gehör för sin åsikt att skulpturen Legend i glas skulle uppföras i Teaterparken mitt emot biblioteket. Kommunfullmäktiges beslut var enhälligt men följdes av insändarstorm i tidningarna och överklagades ända upp till regeringsrätten utan att det ändrades.
När skulpturen äntligen kunde invigas 1978 kände man inte riktigt igen den ursprungliga tanken, skrev Lars Thor i sin bok ’’Legend i glas’’. Bassängmåtten hade minskats och den ursprungliga stenmuren ersatts med en slät vit mur. Till slut stod Sankt Sigfrid där, 5,5 meter hög med en vikt på 12 ton med 1 100 skivor Emmabodaglas.